# 928
Évszázadok: 9. század – 10. század – 11. század
Évtizedek: 870-es évek – 880-as évek – 890-es évek – 900-as évek – 910-es évek – 920-as évek – 930-as évek – 940-es évek – 950-es évek – 960-as évek – 970-es évek
Évek: 923 – 924 – 925 – 926 –  927 – 928 – 929 – 930 – 931 – 932 – 933

## Események

### Európa
- A X. János pápa és Guidó toszkánai őrgróf (valamint felesége, Marozia) közötti viszály úgy elmérgesedik, hogy az őrgróf katonáival megszállja a Lateráni palotát, meggyilkolja a pápa fivérét, Pétert, a pápát pedig letaszítja a trónjáról és bebörtönzi. Utódjául Marozia jelöltjét, VI. Leót választják meg. Jánost még ebben az évben börtönében egy párnával megfojtják (más források szerint a következő évben hal meg).
- Meghal Vak Lajos, Provence (Alsó-Burgundia) királya. Sógora, Hugó itáliai király bevonul Provence-ba hogy rendezze az örökösödést, aminek eredményeképpen Lajos fiát kisemmizi és Provence-t itáliai királyságához csatolja.
- Madarász Henrik német király az Elba középső szakaszánál élő szlávok ellen indít hadjáratot és meghódítja a havolánokat (a mai Brandenburg tartományban).
- Madarász Henrik lányát, Gerbergát feleségül adja a neki hűséget esküdött Giselbert lotaringiai herceghez.
- Heribert vermandois-i gróf kiegyezik Rudolf nyugati frank királlyal. Megkapja Laon városát, cserébe felhagy Együgyű Károly támogatásával, akit a gróf ismét fogságba vet.
- Meghal Tomislav horvát király. Utódjának kiléte bizonytalan, hagyományosan II. Trpimirt tartják annak (az ő létezését újabb kutatások megkérdőjelezik).
- Meghal II. Sztephanosz konstantinápolyi pátriárka. Utódja Trüphón (akit Rómanosz császár azzal a feltétellel támogat, hogy lemond pozíciójáról, amint a császár fia, Thephülaktosz nagykorúvá válik).
- Hywel Dda, a walesi Deheubarth királya Rómába zarándokol (ő az első walesi király vagy herceg aki így tesz).

## Születések
- I. Pietro Orseolo, velencei dózse

## Halálozások
- június 28. – Vak Lajos, itáliai császár, provence-i király
- július 18. – II. Sztephanosz, konstantinápolyi pátriárka
- X. János, római pápa
- Tomislav, horvát király

## Fordítás
- Ez a szócikk részben vagy egészben  a(z)   928 című angol Wikipédia-szócikk ezen változatának fordításán alapul.  Az eredeti cikk szerkesztőit annak laptörténete sorolja fel. Ez a jelzés csupán a megfogalmazás eredetét és a szerzői jogokat jelzi, nem szolgál a cikkben szereplő információk forrásmegjelöléseként.